# Prionocidaris baculosa
Prionocidaris baculosa is een zee-egel uit de familie Cidaridae.
De wetenschappelijke naam van de soort werd in 1816 gepubliceerd door Jean-Baptiste de Lamarck.